# Fujimoto Tatsuki Tanpenshū
Fujimoto Tatsuki Tanpenshū (藤本タツキ短編集 Fujimoto Tatsuki Tanpenshū, n.đ. Tập truyện ngắn của Tatsuki Fujimoto) là một tuyển tập manga one-shot bao gồm 2 tập được viết và minh họa bởi Fujimoto Tatsuki. Hai tập truyện 17-21 và 22-26, được phát hành lần lượt vào tháng 10 và 11 năm 2021.

## Tổng quan
Fujimoto Tatsuki Tanpenshū bao gồm 8 chương one-shot được viết và minh họa bởi Fujimoto Tatsuki trước khi thực hiện xê-ri thứ hai là Chainsaw Man. Tập 1 17–21 bao gồm: Niwa ni wa Niwa Niwatori ga ita (庭には二羽ニワトリがいた Niwa ni wa Niwa Niwatori ga ita, "Ở ngoài sân từng có hai con gà") (phát hành năm 2011); Sasaki-kun ga Juudan Tometa (佐々木くんが銃弾止めた Sasaki-kun ga Juudan Tometa, "Sasaki chặn được viên đạn rồi") (phát hành năm 2013); Koi wa Moumoku (恋は盲目 Koi wa Moumoku, "Tình yêu là mù quáng") (phát hành năm 2013); và Shikaku (シカク) (phát hành năm 2014). Tập truyện tankōbon được phát hành bởi Shueisha vào ngày 4 tháng 10, 2021.
Tập 2 22–26 bao gồm: Ningyo Rhapsody (人魚ラプソディ "Rhapsody nhân ngư") (phát hành năm 2014); Me ga Sametara Onnanoko ni Natteita Yamai (目が覚めたら女の子になっていた病 Me ga Sametara Onnanoko ni Natteita Yamai, "Bệnh khi thức dậy là trở thành con gái") (phát hành năm 2017); Yogen no Nayuta (予言のナユタ Yogen no Nayuta, "Nayuta trong lời tiên tri") (phát hành năm 2015); and Imōto no Ane (妹の姉 Imōto no Ane, "Chị gái của em gái") (phát hành năm 2018). Tập truyện được phát hành vào ngày 4 tháng 11, 2021.

### Tập truyện
| 1. "Ở ngoài sân từng có hai con gà" (庭には二羽ニワトリがいた Niwa ni wa Niwa Niwatori ga ita) 2. "Sasaki chặn được viên đạn rồi" (佐々木くんが銃弾止めた Sasaki-kun ga Juudan Tometa) 3. "Tình yêu là mù quáng" (恋は盲目 Koi wa Moumoku) 4. "Thích khách" (シカク Shikaku) |

| 1. "Rhapsody nhân ngư" (人魚ラプソディ Ningyo Rhapsody) 2. "Bệnh khi thức dậy thì đã trở thành con gái" (目が覚めたら女の子になっていた病 Me ga Sametara Onnanoko ni Natteita Yamai) 3. "Nayuta trong lời tiên tri" (予言のナユタ Yogen no Nayuta) 4. "Chị gái của em gái" (妹の姉 Imōto no Ane) |